# Mitsuyuki Yoshihiro
Mitsuyuki Yoshihiro (født 4. maj 1985) er en tidligere japansk fodboldspiller.
Han har spillet for flere forskellige klubber i sin karriere, herunder Sanfrecce Hiroshima og Consadole Sapporo.